# Атомна енергетика України (монета)
«А́томна енерге́тика Украї́ни» — пам'ятна монета номіналом 2 гривні, випущена Національним банком України, присвячена атомній енергетиці, яка є лідером в енергетичній галузі України, має стратегічно важливе значення для її економіки.
Монету введено до обігу 29 жовтня 2004 року. Вона належить до серії «Інші монети».

## Опис та характеристики монети
| Номінал грн. | Метал      | Маса, грам | Діаметр, мм. | Якість виготовлення | Гурт     | Тираж, штук |
| ------------ | ---------- | ---------- | ------------ | ------------------- | -------- | ----------- |
| 2            | нейзильбер | 12,8       | 31           | звичайна            | рифлений | 30 000      |

### Аверс
На аверсі монети стилізоване вогняне колесо, що символізує рух, поступ, технічний прогрес. Рушієм, що розташований у центрі колеса, виступає ядерна енергія. По колу на тлі колеса розміщено малий Державний Герб України (угорі), «2 ГРИВНІ» (унизу), «УКРАЇНА», рік карбування монети «2004» та логотип Монетного двору Національного банку України.

### Реверс

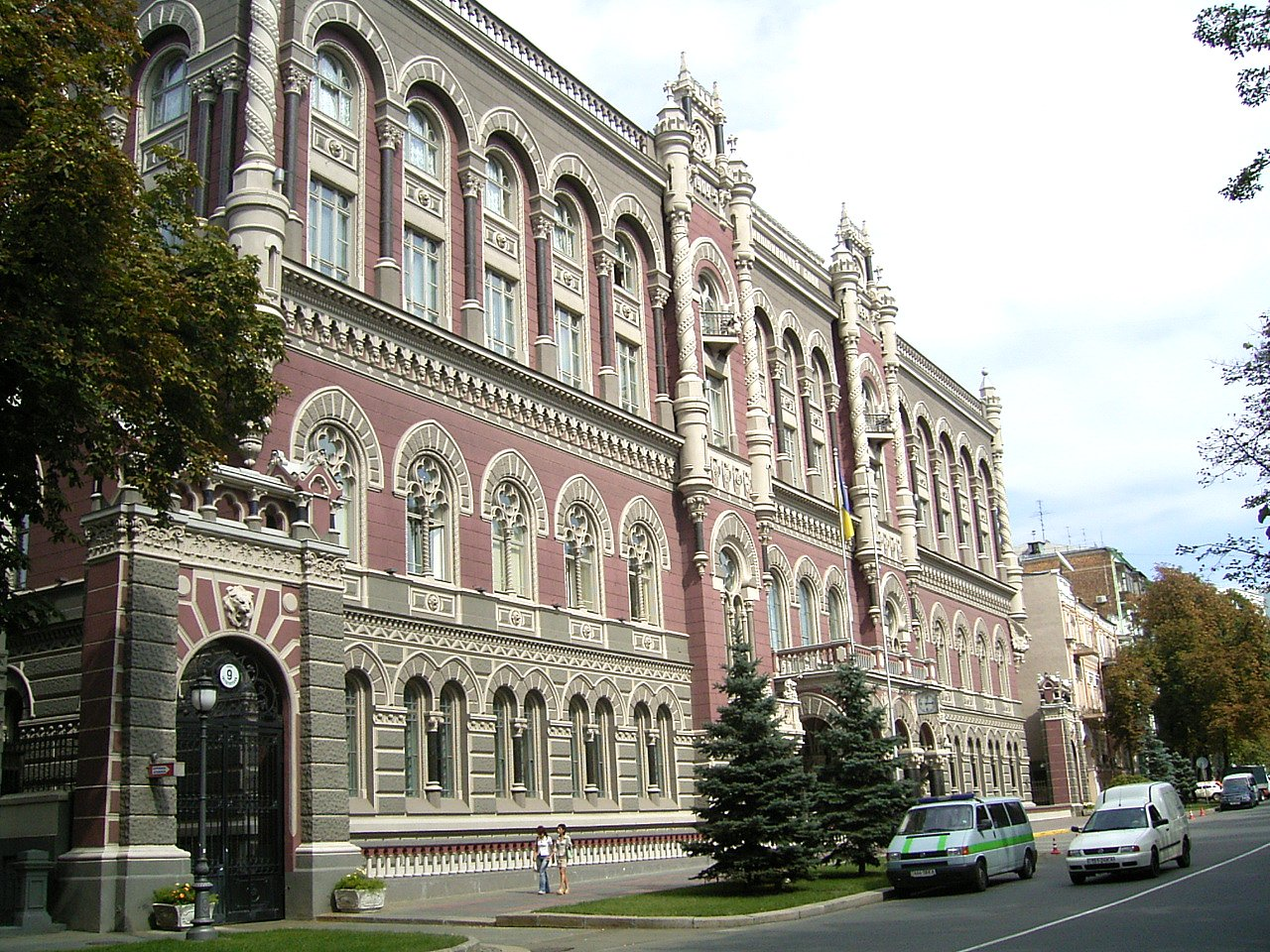
Будівля Національного банку України

На реверсі монети на тлі корпусу атомного реактора символічно зображено у вигляді паливних каналів 15 ядерних реакторів (за їх кількістю в Україні), два з яких відзначені паростками і символізують нові енергоблоки.

## Автори
- Художники: Таран Володимир, Харук Олександр, Харук Сергій.
- Скульптор — Чайковський Роман.

## Вартість монети
Під час введення монети в обіг 2004 року, Національний банк України розповсюджував монету через свої філії за номінальною вартістю — 2 гривні.
Фактична приблизна вартість монети, з роками змінювалася так:
| Рік        | 2010 | 2011 | 2012 | 2013 | 2014 | 2015 | 2016 | 2017 | 2018 | 2019 | 2020 | 2021 | 2022 | 2023 | 2024 | 2025 |
| ---------- | ---- | ---- | ---- | ---- | ---- | ---- | ---- | ---- | ---- | ---- | ---- | ---- | ---- | ---- | ---- | ---- |
| Ціна, грн. | 40   | 50   | 50   | 50   | 60   | 80   | 120  | 180  | 185  | 190  | 210  | 210  | 210  | 430  | 470  | 530  |